# Dasychira arctioides
Dasychira arctioides är en fjärilsart som beskrevs av Holland 1893. Dasychira arctioides ingår i släktet Dasychira och familjen tofsspinnare. Inga underarter finns listade i Catalogue of Life.